# Castianeira virgulifera
Castianeira virgulifera là một loài nhện trong họ Corinnidae.
Loài này thuộc chi Castianeira. Castianeira virgulifera được Cândido Firmino de Mello-Leitão miêu tả năm 1922.